# Lingua cimbra
La lingua cimbra (nome nativo o glottonimo endogeno: Zimbar, o Zimbar zung, lett. "lingua cimbra"; in tedesco: Zimbrisch), detta anche, più semplicemente, cimbro, è un idioma germanico, più precisamente del ceppo germanico occidentale, di origine bavarese meridionale, diffuso storicamente in alcune zone del Veneto e, più tardi, anche del Trentino. 
Questa lingua intrattiene stretti rapporti di parentela con il mòcheno, altra propaggine bavarese meridionale, e si caratterizza per essere una varietà germanica arcaizzante e alquanto divergente dal tedesco standard sotto il profilo grammaticale, lessicale e fonematico, così da risultare praticamente inintelligibile ai tedescofoni e comprensibile con difficoltà ai parlanti dialetti bavaresi e altoatesini. 
Giunto in Italia nel corso del Basso Medioevo, il cimbro, dopo un iniziale relativo isolamento linguistico, ha subìto per secoli la pressione delle parlate venete circostanti, cui si è aggiunto, successivamente, l'uso pervasivo e capillare dell'italiano, determinando una significativa riduzione dei cimbrofoni e tangibili cambiamenti nelle strutture della lingua, specialmente per quanto riguarda il vocabolario; il cimbro è, perciò, considerato una lingua vicina all'estinzione.

## Storia

Bandiera della Federazione dei Sette Comuni

Alcuni sostengono che il nome della lingua, o glottonimo, derivi dagli antichi antenati degli attuali parlanti, cioè da quei Cimbri sconfitti dai Romani nel II secolo a.C. Si tratta tuttavia, con ogni probabilità, di un caso di omonimia, nonostante diversi storici antichi (fino allo scrittore contemporaneo Mario Rigoni Stern) vi facciano più volte riferimento. Sebbene la maggior parte degli studiosi consideri attualmente il cimbro una varietà meridionale della lingua bavarese, alcuni, tra cui Bruno Schweizer, Alfonso Bellotto, e più di recente Ermenegildo Bidese, lo considerano un dialetto della lingua longobarda, altrimenti estinta, sopravvissuto in alcune nicchie settentrionali del dominio longobardo.
Il primo studio scientifico della lingua cimbra fu prodotto dal dialettologo tedesco Johann Andreas Schmeller (1785-1852), uno dei moderni fondatori della ricerca sul campo: nel suo lavoro di ricercatore, nel corso del 1833, si portò sull'Altopiano di Lavarone, quindi nei VII Comuni vicentini e poi sui XIII Comuni veronesi, e in seguito, nel 1844, ancora sui XIII Comuni e poi sui VII Comuni, intervistando le persone che ancora parlavano il cimbro, e fu il primo a riconoscere il cimbro come un'evoluzione del tedesco bavarese del XII e XIII secolo: oggi, la maggioranza della comunità scientifica vede negli attuali Cimbri una diretta discendenza da popolazioni di origine bavarese meridionale che, durante il Medioevo, migrarono dalla zona dell'Ammersee e del lago di Starnberg nel Veneto nord-occidentale e nel Trentino meridionale. Questi cimbri si diffusero inizialmente, nel corso di varie ondate, sull'Altopiano dei Sette Comuni e, partendo da qui, anche in Lessinia, nella zona orientale del gruppo del Monte Baldo e sui vicini Altopiani di Folgaria, Lavarone e Luserna.
Una comunità cimbra assai più recente è quella del Cansiglio, fondata da emigranti roanesi a partire dal XVIII secolo e costituita da alcuni villaggi nei comuni di Fregona (Treviso), Tambre e Alpago (Belluno).

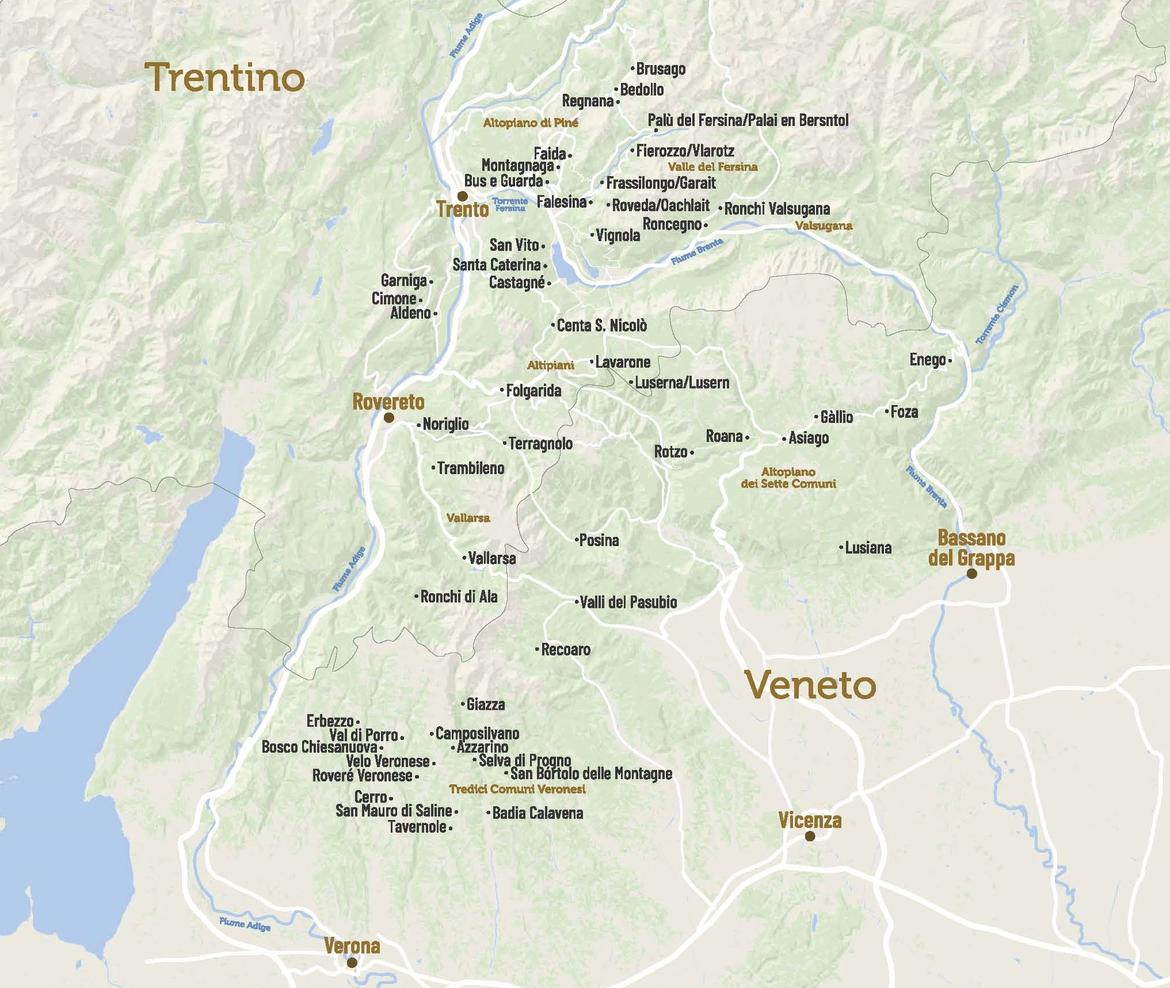
Insediamenti germanici tra il Mille e il Trecento nelle Alpi centro-orientali

### Decadenza e situazione attuale
Già in tempi relativamente antichi il cimbro subì una forte regressione a favore del veneto e, quando divenne lingua nazionale a larga diffusione, dell'italiano.

#### Altopiano dei Sette Comuni
Sull'Altopiano di Asiago, i primi comuni ad abbandonare il cimbro furono Enego e Lusiana: già verso la metà del Seicento, i parroci dei due paesi smisero di predicare in tedesco; la lingua fu definitivamente dimenticata nel corso dell'Ottocento.
Una decisione analoga fu presa più tardi dai parroci degli altri comuni: Asiago nel 1816 (qui nel 1830 cessò anche il catechismo per bambini in cimbro), Foza nel 1827 e Roana attorno al 1850.
Nel 1847, nel comune di Gallio, si parlava cimbro (ma in una forma sempre più corrotta) nelle sole località di Bertigo, Ronchi, Campanella e Zaibena. Nel 1849 Joseph Bergmann riteneva che Foza fosse il comune dove il cimbro si manteneva più vivace e attivo, ma un cinquantennio più tardi risultava anche qui in avanzata decadenza.
Come attestato da Alfred Bass, che aveva visitato i Sette Comuni nel 1898 e nel 1899, il paese di Asiago era ormai completamente italianizzato, così come le contrade Pennar, Kaberlaba e Zocchi, e i pochi madrelingua cimbri erano sparsi nelle località periferiche del comune. Quanto asserito da Wilhelm Rohmeder nel 1912, e cioè che il cimbro era ancora vivo tra molte famiglie di Asiago, va quindi decisamente ridimensionato portando il numero dei parlanti totali del tempo a circa 150 (equivalenti al 5% dei residenti). Interessante la coeva testimonianza di Aristide Baragiola: gli abitanti della contrada Bosco cantavano ancora degli inni sacri in lingua cimbra, ma non ne comprendevano pienamente il significato.
Negli anni Trenta qualche traccia della lingua sussisteva a Foza, così come ai Ronchi di Gallio.
Roana e Rotzo furono i comuni dove la lingua si mantenne in uso più a lungo, certamente grazie alla loro posizione marginale che fu per qualche anno accentuata dalla distruzione del ponte sulla val d'Assa, nel corso della Grande guerra.
Quando nel 1958 la linguista austriaca Maria Hornung raggiunse l'altopiano, constatò come in queste località, così come nelle loro frazioni Mezzaselva, Canove e Castelletto (Cesuna risultava già italianizzata nel 1847), non fosse difficile individuare qualcuno che ancora parlasse il cimbro. Tornata nella zona verso la metà degli anni Ottanta, riuscì ad effettuare delle registrazioni audio con gli ultimi tre parlanti di Canove.
Attualmente, solo una decina di residenti di Roana e Mezzaselva conosce e parla il cimbro.
Proprio alla vigilia della sua scomparsa, c'è stato un rinnovato interesse nei confronti della lingua cimbra da parte degli abitanti dell'Altopiano. Tra le iniziative di maggiore rilievo, spicca l'apertura, datata 1973, dell'Istituto di Cultura Cimbra di Roana.

#### Tredici Comuni veronesi
Nei Tredici Comuni della Lessinia questo idioma iniziò a declinare tra la fine del Seicento e l'inizio del Settecento. Sul finire di quest'ultimo secolo la sua area di diffusione era ormai limitata ai soli centri di Selva di Progno, Giazza e Campofontana, nonché ad alcune contrade di San Bartolomeo delle Montagne, di Velo Veronese e di Roverè Veronese (si stimano meno di 2000 parlanti su un totale di 10 000 abitanti).
Nel 1810 un'inchiesta, svolta per conto del governo napoleonico, annotò come nelle sole Campofontana ("da tutti e meglio di tutti"), Selva di Progno ("da molti e con varie corruzioni") e Giazza ("da tutti ma corrotta e con gorga spiacevole") si parlasse diffusamente la lingua cimbra, mentre negli altri centri era usato solo da pochissimi anziani. Verso la fine dell'Ottocento Carlo Cipolla notava come ormai il cimbro resistesse solo in alcune contrade di Campofontana e Selva di Progno, mentre solo a Giazza era parlato da tutti.
Giazza resta oggi l'unico paese della Lessinia dove ancora si utilizza il cimbro. Anche in questo caso le prospettive future sono tutt'altro che rosee: solo 19 residenti (tutti in età avanzata) parlano il cimbro e altri 24 lo capiscono, sono perciò locutori passivi. A questi va aggiunta una certa quantità di giazzesi emigrati, stimata in circa 40 unità.

#### Luserna
Secondo il censimento Trentino del 2021, la popolazione cimbra nella Provincia di Trento era di 1 111 locutori, in diminuzione rispetto al censimento del 2011. Attualmente è il comune che vanta la percentuale più cospicua di parlanti cimbro (circa il 70% della popolazione, su un totale di 271 abitanti).

#### Cansiglio
La comunità cimbra del Cansiglio abitava i villaggi di Vallorch e Le Rotte nel comune di Fregona (TV), Val Bona, Pian dei Lovi, Canaie Vecio, e Pian Canaie nel comune di Tambre (BL), Campon, Pian Osteria e I Pich nel comune di Alpago (BL). Nel corso del Novecento la maggioranza della popolazione si è trasferita nei centri ai piedi dell'altopiano e oggi solo in alcuni villaggi resistono degli abitanti stabili. L'isola linguistica cimbra è di fatto estinta, ma vi sono dei tentativi di rivitalizzazione da parte di associazioni locali.

## Varianti
Essendo la lingua di una comunità a suo tempo essenzialmente rurale e ben poco incline alla produzione scritta, il cimbro, oltre a mancare di uno standard ufficiale, era e rimane segmentato in diversi dialetti propri dei vari gruppi più o meno isolati che lo parlavano o parlano.
La popolazione cimbra arrivò a contare, nel Seicento, circa 20 000 parlanti, per poi decadere e ridursi. Ad oggi si stima che le persone in grado di parlare o comprendere il cimbro siano meno di un migliaio, stanziate in isole linguistiche situate soprattutto nel comune trentino di Luserna (Lusèrn) e nel comune di Anterivo (Faltruui), così come nella frazione di Mezzaselva (Mittebald/Toballe) del comune vicentino di Roana (Robaan) sull'Altopiano dei Sette Comuni, nella località di Giazza (Ljetzan) nel comune veronese di Selva di Progno.
Un gruppo di 882 persone si è registrato come appartenente all'etnia cimbra nel censimento del 2001 in provincia di Trento: 267 a Luserna (89,9%) e 615 in altri comuni. La Regione Veneto non prevede ancora questo tipo di rilevazione, dal momento che, a differenza della provincia autonoma di Trento, non esistono leggi specifiche per la salvaguardia e la valorizzazione delle minoranze linguistiche storiche.
Da alcuni studiosi viene individuato come cimbro standard quello di Asiago, anche se oggi è parlato da pochissime persone, e la ragione di tale asserzione sta nel fatto che l'Altopiano fu il primo areale di stanziamento dei coloni germanici.
Paradossalmente, il cimbro di Luserna, quello che oggi concretamente è il più parlato, sarebbe anche il cimbro meno originale e più moderno, più innovativo e divergente da una "purezza" originaria. Il cimbro di Luserna è influenzato dal tedesco moderno, portato dai lusernesi emigrati in Germania o in Austria e poi rimpatriati e tornati in paese, anche se si tratta di un fenomeno relativamente recente e comunque limitato ad alcuni neologismi (come, a titolo di esempio, bèschmaschì, ossia "lavatrice", dal tedesco Waschmaschine). Questa varietà annovera anche diversi prestiti dall’italiano, come stòrdja (da storia), o sekretàrdjo (da segretario) e così via.
Per quanto riguarda il cimbro di Giazza invece, detto localmente tauc', viene apprezzato il fatto che la comunità veronese sia stata l'unica a non essere interessata a spostamenti di popolazione, dovuti alla prima guerra mondiale, e poi alle "opzioni" in epoca nazi-fascista.
In alcune zone dell'areale cimbro, quali Terragnolo, Trambileno e Vallarsa, si era nell'Ottocento identificato un termine per la tipica parlata, soprannominata col curioso termine di slambròt, parola germanica che evocava il pane inzuppato e sporco, oggi estinta (l'ultima attestazione risale al 1966, a San Sebastiano di Folgaria). In tale area rimane molto evidente tutt'oggi la toponomastica cimbra e la permanenza di molti termini cimbri nel dialetto locale.
Affine al cimbro è il mocheno, anch’essa di origini bavaresi e parlata nella Valle dei Mocheni, sempre in Trentino Alto-Adige.

### Confronto fra le varietà
Cimbro dei Sette Comuni
Òona bòtta anlòan indarzàlt von zbòa òdar drai jaarn, d ünzarn baibar leghent at-tar bèlte an khint. In daü langa zait, ba ich leebe aufar hia, is-ta gabeest hòrtan allez galàich in alle de jaar. Badar denne, schiar zbòa tausinkh jaar èersinkh, is khènt aufar hia in d ünzarn pèrghe an sèltzana laüte, viil khriigare von Longobàrden, ba habent gahàkhet abar an tòal von ünzarn bèllarn, machanten kampìgol un pèskoldar und aisen und èkhare und haüsar un beeghe òch.
Cimbro dei Tredici Comuni
Benje inj orologe ‘ume tor hat garist tze mekan de sibene urn, bar sain kangat aus ‘un hausarn drukinj-us uanz pitme andare asbia vortegan scha, un ime tunkan bar sain kangat smizzinje ime hause ‘ume altla, pazzinje ime houfe hintar ‘me hause, bo bar hen gamougat segan in vrautak, un barandre, for segan-inj nist, henbar galoutzat ut’earde.
Cimbro di Luserna
 'Z iz gånt laise laise nå in staige pitt khnottn, boda hatt getrakk zuar in balt. 'Z iz nèt gest sichar atz baz ’z hettat gevuntet ma ’z iz njånka gest sichar von sèll boz hatt gesüacht. 'Z izzen boll gedenkht eparéppaz, konfùsate börtar boden soin herkhent vo bait vort, 'z iz nèt gest guat zo darkhénna baz ’z izzen gest intrùamt un bastada, anvétze, iz gest bar. Ma iz hatt geböllt bizzan bida dar sèll platz izta gest odar bi ’z lai iz gest eppaz boda hatt gelebet in soi hirn.

### breve elenco comparativo
| Cimbro di Luserna | Cimbro dei Sette Comuni | Cimbro dei Tredici Comuni | italiano |
| ----------------- | ----------------------- | ------------------------- | -------- |
| khopf             | khopf                   | koupf                     | testa    |
| geèzza, spaiz     | gèzzach, spaise         | spaise                    | cibo     |
| schual            | schuul                  | scoul                     | scuola   |
| arbat, geàrbata   | arbot                   | gaarbata                  | lavoro   |
| famìldja          | faméja                  | fàmeja                    | famiglia |
| grüazan           | grüuzan                 | grutzan                   | salutare |
| nacht             | nacht                   | nast                      | notte    |

## Tutela e ricerca
I cimbri sono oggi protetti, a livello internazionale, dall'adesione dell'Italia alle convenzioni del Consiglio d'Europa sulla protezione delle minoranze: la Carta europea delle lingue regionali o minoritarie (in vigore dal 1º marzo 1998, firmata e ratificata dall'Italia il 9 marzo 2012 e la Convenzione-quadro per la protezione delle minoranze nazionali (dal 1º marzo 1998)
A seguito di tali impegni internazionali, la Legge 482/1999 per la "tutela delle minoranze linguistiche" ha modificato pluridecennali indirizzi omologanti sul piano socioculturale. Su impulso dell'art.3 di tale normativa, che garantisce un ruolo ad organismi di coordinamento e proposta che raggruppino minoranze linguistiche presenti su territori regionali e provinciali diversi, si è costituito nel 2002 a Luserna il Comitato unitario delle isole linguistiche storiche germaniche in Italia, che riunisce i rappresentanti di varie minoranze germanofone dell'arco alpino, dalla Valle d'Aosta al Friuli.
Nei comuni dove sopravvive la parlata, sono presenti istituzioni culturali e museali che cercano di tutelare e sviluppare l'identità cimbra:
- Kulturinstitut Lusèrn, istituto culturale cimbro, e Documentationszentrum Lusèrn, con il notiziario Zimbar Earde a Luserna (TN)
- Istituto di Cultura Cimbra "Agostino dal Pozzo" (Quaderni di cultura cimbra) e Museo della Tradizione Cimbra a Roana (VI)
- Curatorium Cimbricum Veronense a Giazza (VR), con il corso di cimbro vivo Tzimbar Lentak presso il Museo Etnografico dei Cimbri, e la rivista Cimbri/Tzimbar.
- corso di cultura cimbra Bar lirnan tauc presso le scuole elementari di Selva di Progno-Sant'Andrea (VR)

Per il cimbro di Giazza esiste un dizionario cimbro-italiano, e italiano-cimbro, parzialmente anche in versione audio, consultabile online. Per i cimbro di Luserna, nel sito dell'Istituto culturale cimbro c'è una serie, con audio, di proverbi popolari in cimbro, con traduzione. Dal 2006 inoltre viene trasmesso in tutto il territorio del Trentino-Alto Adige (dove risiedono numerosi oriundi luserni) un telegiornale settimanale in cimbro denominato Zimbar Earde (Terra Cimbra), anch'esso consultabile sul sito. L'Istituto di cultura cimbra di Roana ha pubblicato un Dizionario del cimbro dei Sette Comuni (in realtà, quando il cimbro era parlato in tutto l'Altipiano, ogni località aveva un suo diverso dialetto).
Recentemente è stato pubblicato uno studio estremamente dettagliato e approfondito dal titolo Zimbrische Gesamtgrammatik. Vergleichende Darstellung der zimbrischen Dialekte, edito dalla Steiner ed. di Stoccarda. Si tratta di una grammatica comparativa delle diverse parlate cimbre, nata dalla consultazione di oltre 800 pagine di manoscritti sulla lingua cimbra raccolti dallo studioso tedesco Bruno Schweizer (manoscritti che erano conservati all'Università di Marburgo ma mai completamente esaminati).
Esiste almeno un corso di cimbro on-line, curato dall'Università di Francoforte, in tedesco e in inglese. Risultano regolarmente organizzati corsi di cimbro a Giazza e nell'Altipiano di Asiago, mentre a Luserna il cimbro, fino a poco tempo fa, veniva correntemente utilizzato nella locale scuola elementare, la quale ha chiuso i battenti nel 2006. Attualmente i bambini di Luserna frequentano la scuola elementare di Lavarone, dove è attivo l'insegnamento facoltativo del cimbro. Di questa offerta didattica usufruiscono anche bambini di Lavarone e dei paesi limitrofi, dove la parlata cimbra è ormai da tempo estinta.

## Grammatica
Nella presente sezione sarà presa in esame la grammatica del cimbro parlato a Luserna

### Sostantivi
In maniera simile al tedesco anche il cimbro possiede tre generi (maschile,femminile e neutro), due numeri (singolare e plurale); al contrario del tedesco però, i casi sono solo tre (nominativo, accusativo e dativo, mentre il genitivo non è presente) :
esempio di declinazione :
|                | Maschile  | Femminile    | Neutro      |
| -------------- | --------- | ------------ | ----------- |
| Nom. sg        | dar månn  | di diarn     | z' khinn    |
| Dat./Acc. sg.  | in månn   | dar/di diarn | in/z' khinn |
| Nom.plur.      | di månnen | di diarnen   | di khindar  |
| Dat./Acc. plur | di månnen | di diarn     | di khindar  |

### Aggettivo
Anche in cimbro, così come in tedesco, l'aggettivo viene declinato. L'uso delle declinazioni dell'aggettivo in cimbro è molto simile al tedesco, pur risultando decisamente più semplificato rispetto a quest'ultimo. Tuttavia, ci sono delle caratteristiche in comune :
- sia in cimbro che in tedesco esiste una declinazione debole e una forte : la prima si usa quando l'aggettivo (in funzione attributiva, cioè prima del sostantivo) è preceduto dall'articolo determinativo (dar,di 'z  in cimbro e der,die,das in tedesco), mentre quella forte si usa quando l'aggettivo è preceduto da un pronome possessivo (moi,doi,soi.. in cimbro e mein,dein,sein.. in tedesco) dall'articolo indeterminativo (a in cimbro, ein in tedesco), oppure se non è preceduto da alcun determinante;
- in entrambe le lingue al plurale l'aggettivo prende la -n;

### declinazione debole
alt ("vecchio")
|           |            | Maschile | Femminile | Neutro |
| --------- | ---------- | -------- | --------- | ------ |
| Singolare | Nominativo | alt      | alt       | alt    |
|           | Accusativo | alt      | alt       | alt    |
|           | Dativo     | altn     | alt       | alt    |
| Plurale   | Nominativo | altn     | altn      | altn   |
|           | Accusativo | altn     | altn      | altn   |
|           | Dativo     | altn     | altn      | altn   |

### declinazione forte
|           |            | Maschile | Femminile | Neutro  |
| --------- | ---------- | -------- | --------- | ------- |
| Singolare | Nominativo | altar    | alta      | alt(e)z |
|           | Accusativo | altn     | altn      | alt(e)z |
|           | Dativo     | altn     | altn      | altn    |
| Plurale   | Nominativo | alte     | alte      | alte    |
|           | Accusativo | alte     | alte      | alte    |
|           | Dativo     | altn     | altn      | altn    |

### Verbi
Come il tedesco, anche il cimbro presenta tre coniugazioni :
- prima coniugazione : verbi con infinito in -an, come khoavan ("comprare"), lachan ("ridere"), èzzan ("mangiare");
- seconda coniugazione : verbi con infinito in -en, come nemmen ("prendere"), nenen ("cucire"), vången ("prendere");
- terza coniugazione : verbi con infinito in -n , come spiln ("giocare"), höarn ("sentire", "ascoltare"), schraibn ("scrivere")

|                    | Prima coniugazione | Seconda coniugazione | Terza coniugazione |
| ------------------ | ------------------ | -------------------- | ------------------ |
| I 'io'             | mach               | vång                 | spil               |
| Du 'tu'            | machst             | vångst               | spilst             |
| er,si,iz 'lui/lei' | macht              | vångt                | spilt              |
| biar 'noi'         | machan             | vångan               | spilen             |
| iar 'voi'          | macht              | vångt                | spilt              |
| se 'essi'          | machan             | vångan               | spilen             |

### håmesoin("avere" ed "essere")
|          | håm  | soin |
| -------- | ---- | ---- |
| I        | hån  | pin  |
| du       | hast | pist |
| er,si,iz | hatt | iz   |
| biar     | håm  | soin |
| iar      | hatt | sait |
| se       | håm  | soin |

### Passato
In cimbro esiste un solo tempo passato, che equivale al passato prossimo in italiano. Si forma con il presente degli ausiliari soin e håm, e con il participio passato del verbo (ge- + radice + -t/-et, quest'ultima se la radice termina in b,d,g,t,k o p). L'uso di soin e håm per il passato prossimo è del tutto simile a quello delle lingue romanze di contatto, come il ladino e l'italiano.
In alcuni casi la radice del verbo non corrisponde totalmente alla forma dell'infinito. Di seguito alcuni esempi :
- lem ("vivere") → leb- → ge-leb-et;
- schaung ("guardare","vedere") → schaug- → ge-schaug-et;
- ren ("parlare") → red- → ge-red-et;

esempi :
- I pin gebortet ka Tria (Sono nato a Trento);
- I hån gelebet atz Lusérn (Ho vissuto a Luserna).

Come si evince dagli esempi, la struttura della frase in cimbro è molto più simile all’italiano. In tedesco infatti il participio passato va messo in fondo alla frase :
Cimbro : du hast geredet pitt mi. (tu hai parlato con me);
Tedesco : du hast mit mir gesprochen.
In tedesco l’ausiliare coniugato va dopo il soggetto, mentre il participio passato va alla fine della frase.

### Verbi apofonici
Anche il cimbro possiede i cosiddetti verbi forti (o apofonici), che cambiano la radice per formare il participio passato :
esempi :
- da ai a i : paitn (aspettare,attendere) → gep-i-tet (atteso)  ;
- da ia a o : ziang (lanciare,tirare) → gez-o-get (lanciato) ;
- da i a u : trinkhan (bere) → getr-u-nkht (bevuto) ;
- da e a u : nemmen (prendere) → gen-u-mp (preso) ;
- da e a o : trèffan (incontrare) → getr-o-fft (incontrato) ;

### Verbi modali
In cimbro, i verbi modali fanno parte dei verbi ausiliari : infatti si accompagnano sempre con un verbo all'infinito, il cui soggetto è il medesimo del verbo modale. In tutto i verbi modali sono 6 : bölln (volere), mang (potere, avere il permesso), muchan (dovere, avere l'obbligo di), schölln (dovere, avere l'obbligo morale di), tarfan (dovere) e khånen (sapere). Di seguito la coniugazione :
|          | bölln  | mang    | muchan | schölln  | tarfan | khånen |
| -------- | ------ | ------- | ------ | -------- | ------ | ------ |
| I        | bil    | mage    | moch   | schöll   | tarf   | khån   |
| du       | billst | ma(g)st | mochst | schöllst | tarfst | khånst |
| er,si,iz | bill   | mage    | mocht  | schöllt  | tarft  | khånt  |
| biar     | bölln  | mang    | mochan | schölln  | tarfan | khånen |
| iar      | böllt  | mak     | mocht  | schöllt  | tarft  | khånt  |
| se       | bölln  | mang    | mochan | schölln  | tarfan | khånen |

### Possessivo
Il possessivo in cimbro può essere usato in due modi :
- come aggettivo ;
- come pronome ;

Se usato come aggettivo (accompagnando dunque il nome), assume le seguenti forme :
- nominativo maschile: moi doi, soi, ünsar, aür, soi;
- nominativo femminile : moi ,doi, soi, ünsar, aür, soi;
- nominativo neutro : moi, doi, soi, ünsar, aür, soi;
- dativo maschile : moi, doi, soi, ünsar, aür, soi;
- dativo femminile : moinen, doinen, soinen, ünsarn, aürn, soinen;
- dativo neutro : moi ,doi, soi, ünsar, aür, soi
- accusativo maschile : moi, doi, soi, ünsar, aür, soi;
- accusativo femminile : moi, doi, soi, ünsar, aür, soi
- accusativo neutro : moi, doi, soi, ünsar, aür, soi
- nominativo plurale : moinen, doinen, soinen, ünsarn, aürn, soinen ;
- dativo plurale : moinen, doinen, soinen, ünsarn, aürn, soinen ;
- accusativo plurale : moinen, doinen, soinen, ünsarn, aürn, soinen ;

### Nomi propri
Una caratteristica del cimbro è che i nomi propri di persona prendono l’articolo determinativo (dar o di) a seconda dei casi :
- dar Marco, di Maria

### Numeri cardinali da 0 a 20
- 0 : zèro
- 1 : ummaz
- 2 : zboa
- 3 : drai
- 4 : viare
- 5 : vünve
- 6 : sèkse
- 7 : sibane
- 8 : achte
- 9 : noüne
- 10 : zene
- 11 : uleve
- 12 : zbölve
- 13 : draitzane
- 14 : viartzane
- 15 : vüchtzane
- 16 : sèchtzane
- 17 : sintzane
- 18 : achtzane
- 19 : noüntzane
- 20 : zbuantzenkh

### I mesi (di månat)
- djènnar
- febràro
- martzo
- aprile/ostermånat ( “mese di Pasqua”)
- madjo
- sunjo
- ludjo
- agósto
- setembre/herbestmånat ( “mese dell’autunno”)
- otóbre/bimmat
- novembre/bintmånat
- ditzémbre/kristmånat

### stagioni (di stadjóngen)
- bintar (inverno)
- långez (primavera)
- summar (estate)
- herbest (autunno)

### Elenco comparativo (cimbro, tedesco, italiano, mòcheno)
| Cimbro       | Tedesco           | Italiano       | Mòcheno           |  |
| ------------ | ----------------- | -------------- | ----------------- |  |
| i            | ich               | io             | i                 |  |
| haus         | Haus              | casa           | haus              |  |
| månn         | Mann              | uomo           | mònn              |  |
| djènnar      | Januar            | gennaio        | genner            |  |
| herbest      | Herbst            | autunno        | herbest           |  |
| hunt         | Hund              | cane           | hunt              |  |
| studjàrn     | studieren, lernen | studiare       | studiarn          |  |
| libar, puach | Buch              | libro          | puach             |  |
| stòrdja      | Geschichte        | storia         | gschicht          |  |
| ùntar        | unter             | sotto          | untn              |  |
| vatar        | Vater             | padre          | voter, tata       |  |
| èzzan        | essen             | mangiare       | èssn              |  |
| obar         | ober              | sopra          | ouber, drau       |  |
| tschovöll    | Zwiebel           | cipolla        | sigola, zvibl     |  |
| sprung       | Sprung            | salto          | hupf, sprung      |  |
| khoavan      | kaufen            | comperare      | kaven             |  |
| boch         | Woche             | settimana      | boch              |  |
| lesan        | lesen             | leggere        | lesn              |  |
| schaung      | schauen,zeigen    | vedere         | sechen            |  |
| ren          | sprechen,reden    | parlare        | klòffen           |  |
| lirnen       | lernen            | imparare       | learnen           |  |
| håm          | haben             | avere          | hom               |  |
| tschell      | Freund            | amico          | kamaròtt, tschèll |  |
| grüazan      | grüßen            | salutare       | griasn            |  |
| snea         | Schnee            | neve           | schnea            |  |
| bint         | Wind              | vento          | bint              |  |
| khånen       | kennen            | conoscere      | kennen            |  |
| schölln      | sollen            | dovere         | miasn, schelln    |  |
| bölln        | wollen            | volere         | belln             |  |
| tochtar      | Tochter           | figlia         | tochter           |  |
| vrau         | Frau              | signora, donna | baib              |  |
| visch        | Fisch             | pesce          | visch             |  |
| vlaisch      | Fleisch           | carne          | vlaisch           |  |

### Espressioni comuni
- I grüazaz : salve;
- Guatn mòrgan : buongiorno (al mattino);
- Guatn tage : buona giornata;
- Guatn abas : buona sera;
- Guata nacht : buonanotte;
- Bia steasto ? : come stai ?;
- Bia steatar ? : come sta ? (forma di cortesia);

## Esempi di lingua cimbra
(Luca Panieri, Università IULM Milano)

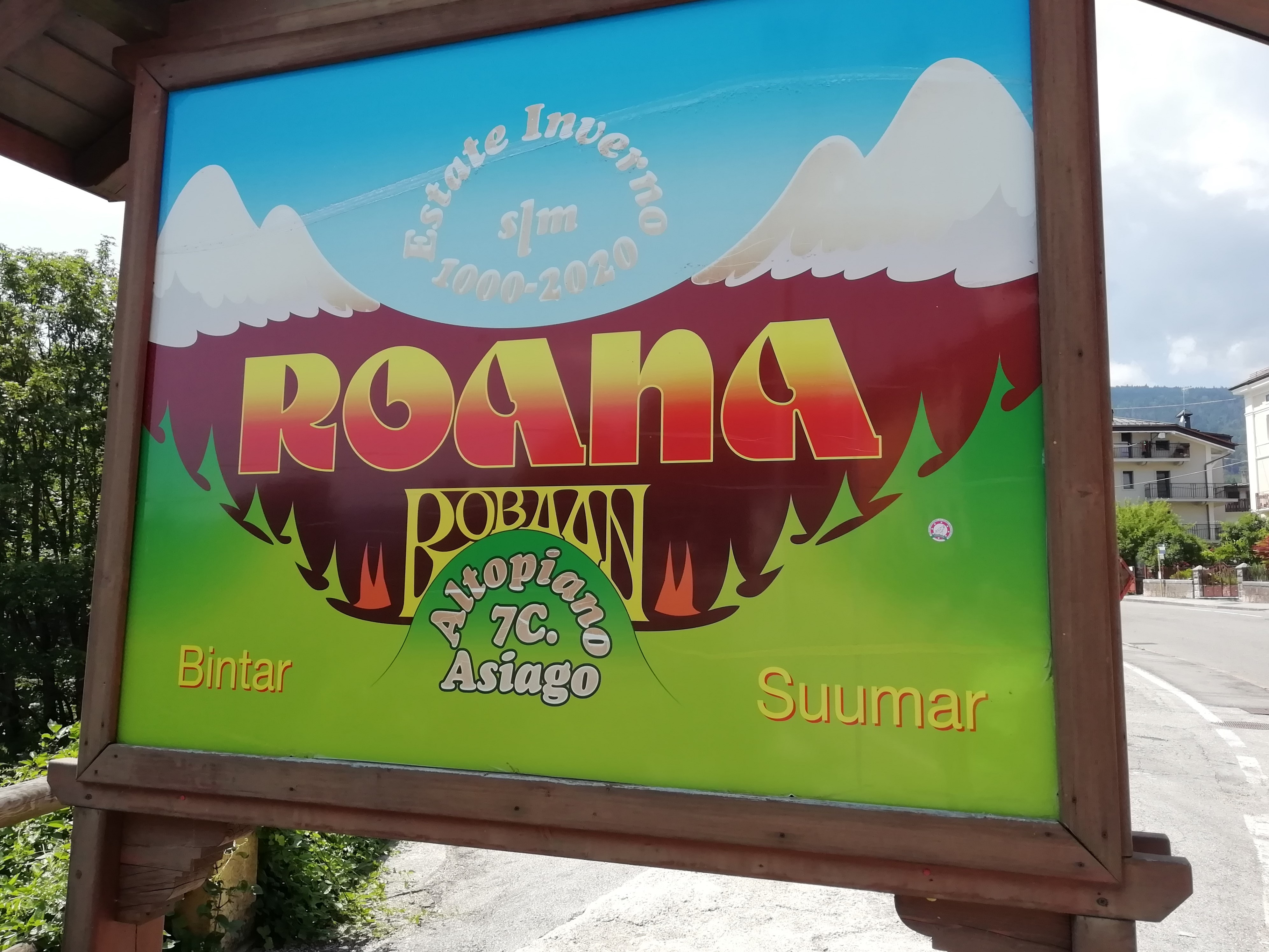
Cartello in italiano e cimbro all'ingresso del paese di Roana

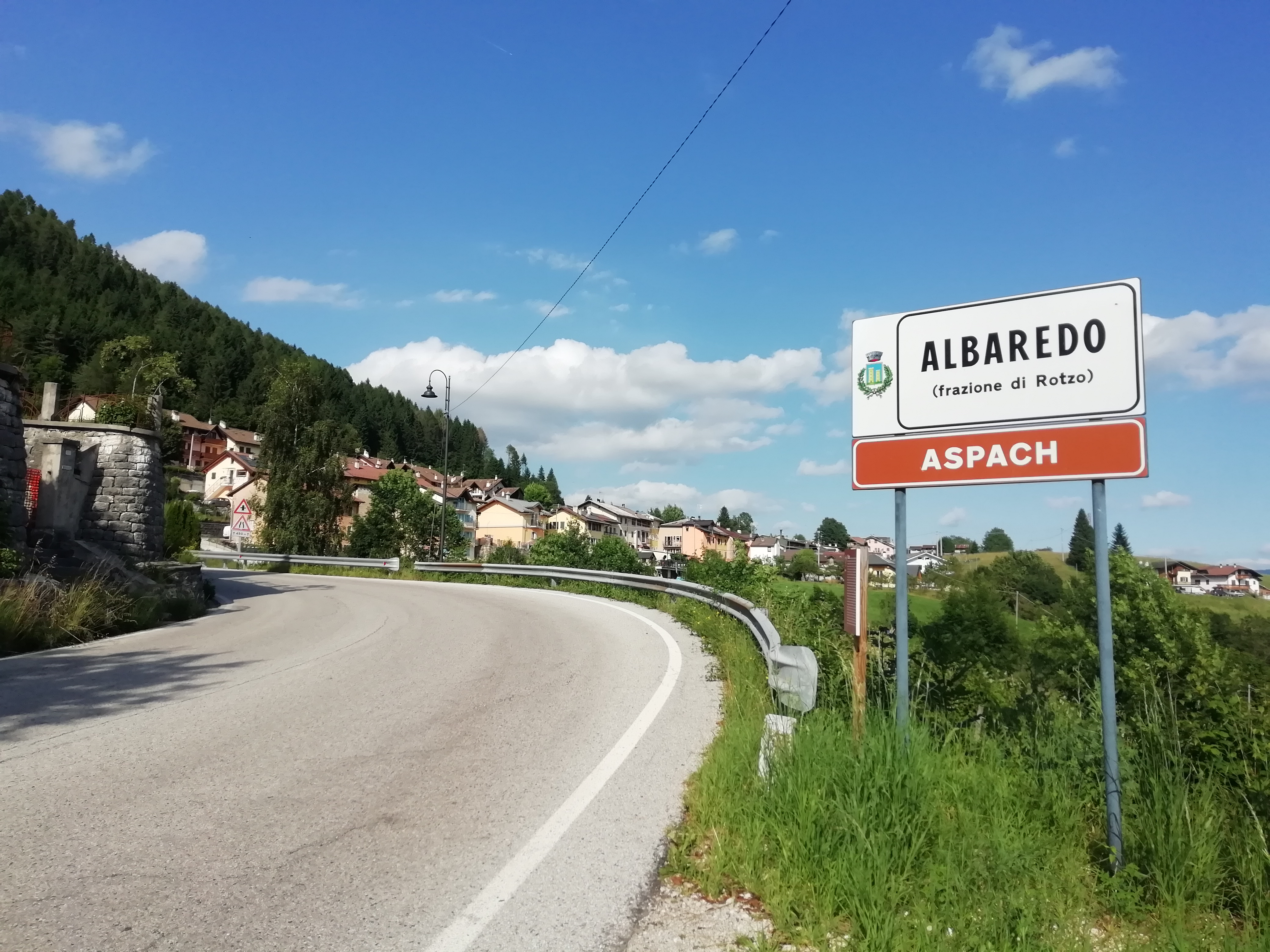
Cartelli stradali all'ingresso di Albaredo (Aspach), frazione di Rotzo

Ancora oggi la maggior parte dei toponimi del territorio dell'Altopiano dei Sette Comuni ha origine da idiomi cimbri: moltissimi sono infatti i nomi di valli, montagne, boschi che hanno un significato etimologico legato alla parlata cimbra. Oggi invece il cimbro è parlato e conosciuto solamente da una piccola parte della popolazione: all'inizio del secolo scorso, infatti, la lingua era ancora molto diffusa, ma la Grande Guerra prima e il fascismo poi sfavorirono la conservazione di tale idioma.
Di seguito un esempio di toponomastica cimbra ancor oggi usata (nomi di località situate immediatamente a nord di Asiago, sulla zona del Monte Mosciagh) e alcuni proverbi cimbri (della zona di Luserna) con relativa traduzione:
Toponimi:

Wassa Gruba, Dohrbellele, Tunkalbalt, Greflek, Beitaltebene, Hintertal, Hinterbech, Kommonlava, Gastagh, Esseloch, Estigar, Ponlaita
Proverbi:

Dar Vinkh vinkht, dar schnea is da. Quando il fringuello canta, la neve è qua.

Be da dar må hat an groasan kroas, 's bettar git um. Quando la luna ha un grande alone, il tempo peggiora.

Balda krakn di kre khint dar bint. Quando gracchiano i corvi, arriva il vento.

Bi's tondart in Oster-Monat soinda no hintar Nöün tage bintar. Quando tuona in aprile, vi sono ancora nove giorni d'inverno.
Questi i nomi cimbri dei centri dei Sette Comuni:
1. Slege (Asiago); dato che il cimbro appartiene alle lingue germaniche, la lettera g ha solo il suono "duro" e pertanto si pronuncia [ˈzleːɡə]
2. Lusaan-Kunken (Lusiana Conco)
3. Ghenebe o Ghenewe (Enego)
4. Vüüsche (Foza)
5. Ghèl o Ghelle (Gallio)
6. Rotz (Rotzo)
7. Robaan o Rowaan (Roana)

Nomi delle contrade di Asiago, di chiara origine cimbra: Ave, Berga, Klama, Longhini, Pènnar, Stocke, Laiten, Orkentaal (ora Valdorco), Ebene, Untargeicke, Prüdegar (ora Rodeghieri), Balde (ora Bosco), Büscar, Tulle, Bortune (ora Bortoni), Làmara, Schacher, Oba, Taal (ora Valle), Bischofarn (ora Vescovi), Hollar, Rützer, Mosele, Mörar, Schbanz (ora Coda), Kaberlaba.